# Утяшевська сільська рада
Утя́шевська сільська рада (рос. Утяшевский сельский совет) — муніципальне утворення у складі Білокатайського району Башкортостану, Росія. Адміністративний центр — присілок Нижньоутяшево.

## Населення
Населення — 876 осіб (2019, 1072 в 2010, 1148 в 2002).

## Склад
До складу поселення входять такі населені пункти:
| Населений пункт          | Населення, осіб (2002) | Населення, осіб (2010) |
| ------------------------ | ---------------------- | ---------------------- |
| Апутово, село            | 328                    | 274                    |
| Верхньоутяшево, присілок | 266                    | 248                    |
| Красний Пахар, присілок  | 128                    | 130                    |
| Нижньоутяшево, присілок  | 426                    | 420                    |